# William Barker
William George Barker (ur. 3 listopada 1894 w Dauphin w prowincji Manitoba, zm. 12 marca 1930 w Ottawie) – kanadyjski pilot, jeden z najlepszych kanadyjskich asów myśliwskich okresu I wojny światowej. Odniósł 50 zwycięstw powietrznych. Latał najpierw w 9., a później w 4, 15, 28, 66 Eskadrze RFC, następnie 139 i 201 Eskadrze RAF.
Był najsłynniejszym pilotem, który latał na samolocie Sopwith Camel. William Barker wsławił się tym, że pilotowany przez niego Sopwith Camel (numer B6313) był najskuteczniejszą maszyną myśliwską w historii RAF-u, zestrzeliwując 46 samolotów i balonów obserwacyjnych w ciągu jednego roku od września 1917 do września 1918, w misjach o łącznym czasie 404 godzin. Ostatnie cztery zwycięstwa Barker odniósł na myśliwcu Sopwith Snipe - wszystkie w jednym locie 27 października 1918, za co został odznaczony najwyższym brytyjskim odznaczeniem – Krzyżem Wiktorii (sam został podczas tej walki ranny).
Pod koniec lat dwudziestych popadł w alkoholizm i zginął w katastrofie lotniczej na samolocie Fairchild KR-21.

## Odznaczenia
- Krzyż Wiktorii
- Distinguished Service Order – dwukrotnie
- Military Cross – trzykrotnie
- Croix de Guerre (1914-1918) – Francja
- Srebrny Medal za Męstwo Wojskowe – dwukrotnie; Włochy